# Precinct d'Eddyville no 6
Le precinct de Eddyville n° 6 est un precinct électoral du comté de Pope dans l'Illinois, aux États-Unis. En 2010, ce precinct comptait une population de 792 habitants.

## Source de la traduction
- (es) Cet article est partiellement ou en totalité issu de l’article de Wikipédia en espagnol intitulé « Distrito electoral de Eddyville n.º 6 » (voir la liste des auteurs).